# Susanne Alt
Susanne Alt (Würzburg, 15 april 1978) is een Duitse saxofoniste met als thuisbasis Amsterdam.

## Loopbaan
Alt leerde als kind van haar ouders piano en gitaar spelen. Haar vader is componist, dichter en pianoleraar. Haar moeder is gitaarlerares. Op haar twaalfde begon ze met saxofoon.
Van 1993 tot 1996 volgde ze klassieke saxofoon aan het Meistersingerkonservatorium te Neurenberg en in 1996 won ze de Siemens-Jazz-Förderpreis, waarna ze jazz-saxofoon ging studeren aan het Conservatorium van Amsterdam.
Van 2000 tot 2003 studeerde ze aan de Universiteit van de Kunsten in Berlijn.
In 2004 richtte ze samen met Thijs Cuppen (piano), Sven Schuster (contrabas) en Klaas van Donkersgoed (drums) het Susanne Alt Quartet op, dat finalist werd van de Dutch Jazz Competition.
De band speelde voornamelijk composities van de bandleden zelf.
Naast haar jazzband begon Susanne in 2010 aan de productie van haar in 2016 verschenen funk-album "Saxify".
Susanne Alt heeft onder meer in theatervoorstellingen gespeeld van Ivo Niehe, Willeke Alberti (2005/2006) en The Soul Of Motown (2016).
Naast jazzconcerten en theater treedt Alt veelvuldig op met dj's zoals WickedJazzSounds, DJ Maestro, Roog en Dennis van der Geest.

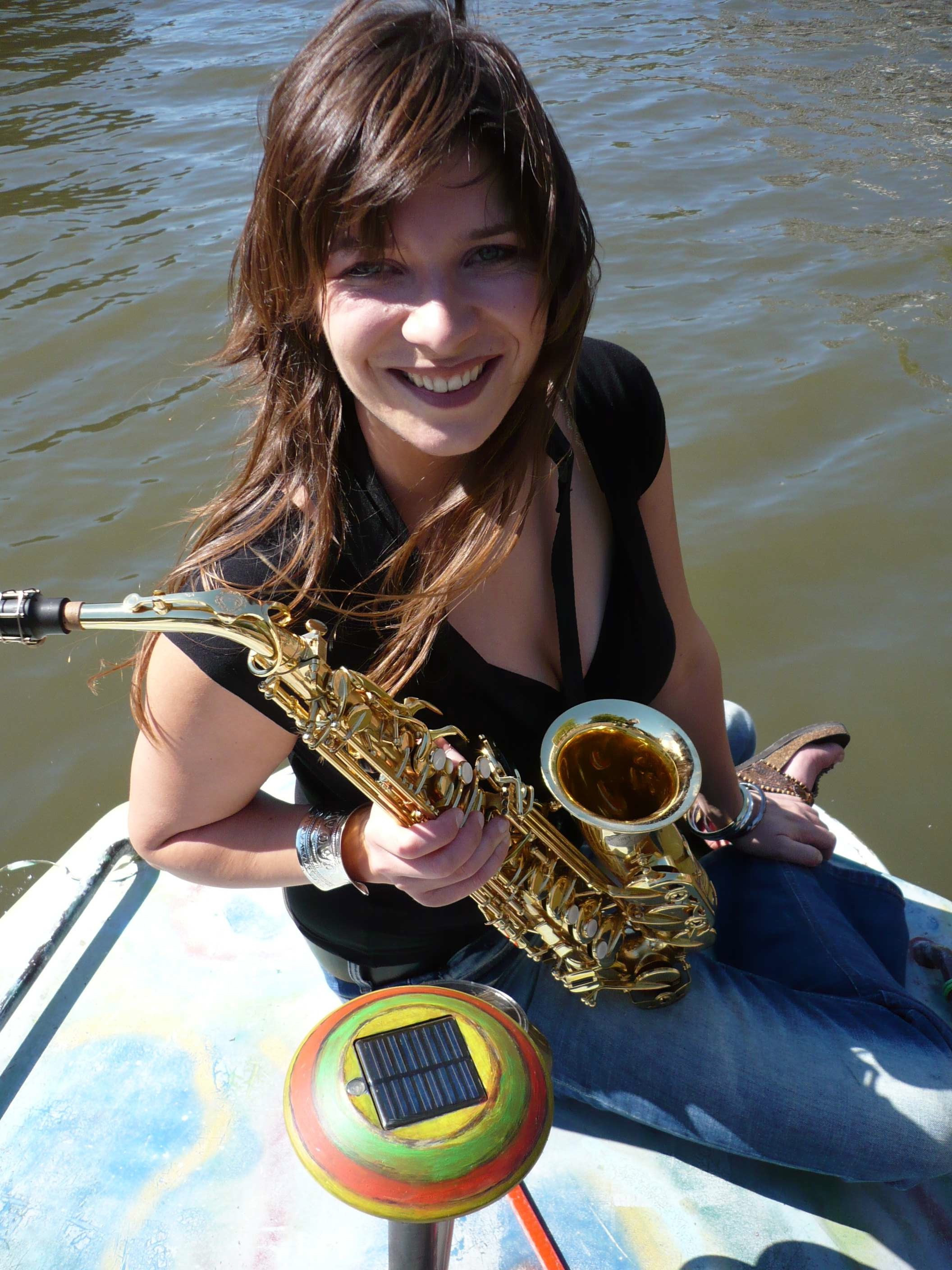
Susanne Alt in 2007 (foto Robert Glass)

## Discografie Susanne Alt[2]
- 2004: Nocturne
- 2007: Delight met special guest Anton Goudsmit: gitaar
- 2009: On Track met special guests Bruno Speight (gitaar) en Fred Wesley (trombone)
- 2011: Live At Bimhuis
- 2012: How to kiss met special guests Loet van der Lee (trompet), Jos de Haas (percussie), Thijs van Leer (Hammond L100)
- 2016  Saxify
- 2024 Royalty for Real